# 普爾沃巴赫河 (克洛斯特巴赫河支流)
48°36′59.43″N 10°34′17.09″E / 48.6165083°N 10.5714139°E
普爾沃巴赫河是德國的河流，位於該國東南部，由巴伐利亞負責管轄，屬於克洛斯特巴赫河的右支流，河道全長9.4公里，流域面積21.1平方公里。